# Tatiana Sávicheva
Tatiana «Tania» Nikoláyevna Sávicheva (en ruso: Татья́на "Таня" Никола́евна Са́вичева; 23 de enero de 1930 - 1 de julio de 1944) fue una niña soviética que escribió un breve diario durante el sitio de Leningrado en la Segunda Guerra Mundial. El diario que escribió era corto pero conmovedor.

## El diario
Entre los documentos presentados como prueba en los Juicios de Núremberg se encontraba una pequeña libreta que perteneció a la escolar Tania Sávicheva, de Leningrado. Hay fechas en seis páginas, con una muerte asociada a cada una. Seis páginas - seis muertes. Nada más, solo notas breves y concisas y una observación final:
1. Zhenia murió el 28 de diciembre de 1941, a las 12.00 de la mañana.
2. Babushka (abuela) murió el 25 de enero de 1942, a las tres.
3. Leka murió el 17 de marzo de 1942, a las cinco de la mañana.
4. Dedya (tío) Vasya murió el 13 de abril de 1942, a las dos de la madrugada.
5. Dedya (tío) Lesha el 10 de mayo de 1942 a las cuatro de la tarde.
6. Mamá el 13 de mayo de 1942 a las 7.30 de la mañana.
7. Han muerto los Sávichev.
8. Todos murieron.
9. Solo queda Tanya. 

Tatiana "Tanya" Sávicheva era la más joven de la familia de un panadero, Nikolái Rodiónovich Sávichev, y una costurera, Mariya Ignátievna Sávicheva. Su padre murió pronto, cuando Tatyana tenía solo seis años, dejando a Mariya Sávicheva con cinco hijos - tres niñas, Tania, Zhenia y Nina, y dos niños, Mijaíl y Leka. La familia planeó pasar el verano de 1941 en el campo, pero la invasión alemana de la Unión Soviética el 22 de junio arruinó sus planes. Todos, excepto Mijaíl, que ya se había marchado, decidieron quedarse en Leningrado. Todos ellos trabajaron para apoyar al Ejército Rojo. Mariya Ignátievna cosió los uniformes, Leka trabajó como cepillador en la Fábrica del Ministerio de Marina, Zhenia en la fábrica de munición y Nina en la construcción de las defensas de la ciudad. El tío Vasia y el tío Lesha sirvieron en la defensa antiaérea. Tanya, que entonces tenía solo once años, cavaba las trincheras y ponía fuera las bombas incendiarias.
Un día Nina fue a trabajar y no regresó. La enviaron al lago de Ládoga y después fue evacuada urgente. La familia no sabía esto y pensó que había muerto.
Tras unos días, en memoria de Nina, Mariya Ignátievna le dio a Tanya una pequeña libreta que había pertenecido a su hermana y que se convertiría después en el diario de Tatyana. Sólo entonces fue cuando Sávicheva tuvo un auténtico diario, ya que hasta entonces tenía un cuaderno grueso en el que anotaba todo lo importante que le sucedía. Lo quemó cuando ya no había nada más para alimentar la estufa en invierno, pero conservó la libreta de su hermana.

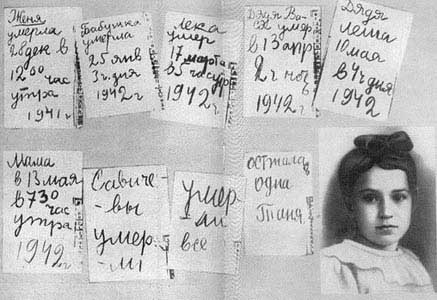
El diario de Tanya Sávicheva.

El primer registro tiene fecha de 28 de diciembre. Zhenia se levantaba cada día cuando aún no había amanecido. Caminaba siete kilómetros hasta la fábrica, en la que trabajó durante dos turnos cada día haciendo carcasas para minas. Después del trabajo donó su sangre. Su débil cuerpo no pudo aguantar. Murió en la fábrica en la que trabajaba. Posteriormente murió Yevdokiya Grigórievna, la abuela. Después el hermano de Tania, Leka. Y, uno tras otro, el tío Vasia y el tío Lesha. Su madre fue la última. Probablemente en ese momento Tania pasó las hojas e hizo la última anotación.
En agosto de 1942, 140 niños fueron rescatados de Leningrado y llevados a la aldea de Krasni Bor. Todos sobrevivieron, excepto Tania. Anastasiya Kárpova, una profesora en el orfanato de Krasni Bor, le escribió a Mijaíl, hermano de Tania, que fue afortunado por encontrarse fuera de Leningrado en 1941: «Tania está viva, pero no tiene buen aspecto. Un médico, que la visitó hace poco, dijo que está muy enferma. Necesita descanso, cuidados especiales, nutrición, un mejor clima y, lo más importante de todo, cariño maternal». En mayo de 1944 la enviaron al hospital de Shatkovski en el óblast de Nizhni Nóvgorod, en el que murió tan solo un mes después, el 1 de julio de 1944 de tuberculosis intestinal.
Nina Sávicheva y Mijaíl Sávichev volvieron a Leningrado después de la guerra. El diario de Tania Sávicheva se exhibe ahora en el Museo de Historia de Leningrado, y una copia se exhibe en el Cementerio Memorial Piskaryovskoye.

## La historia

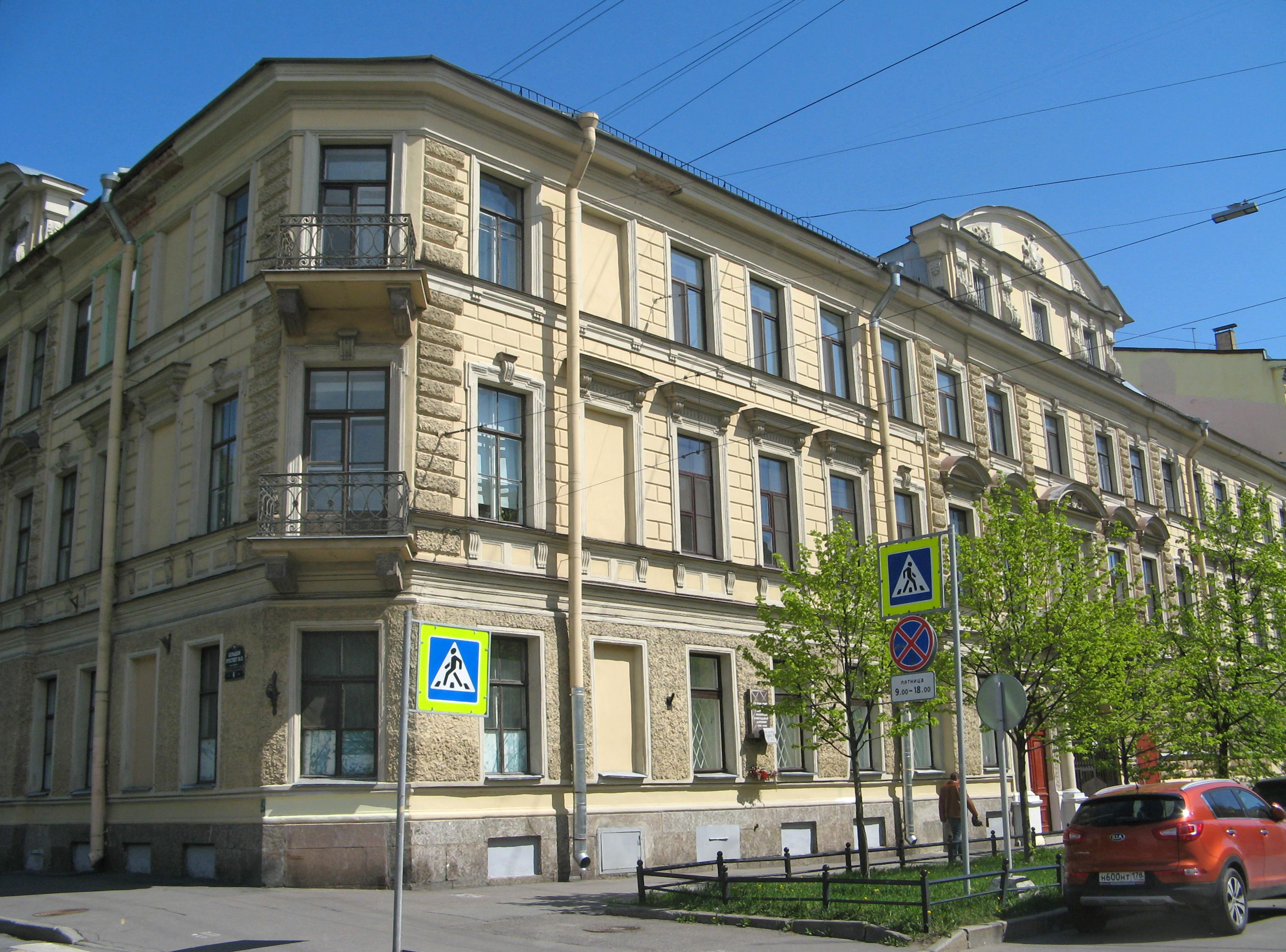
Tanya Savicheva House

Desde la aparición del diario, Tanya Sávicheva se ha convertido en una imagen pública de las víctimas del Asedio de Leningrado en la Unión Soviética de posguerra. En mayo de 1972, un monumento fue construido en su honor en Shatki, que más tarde fue ampliado a un complejo monumental. Un planeta menor descubierto en 1971 por la Unión Soviética fue llamado Tanya Sávicheva por la astrónoma Liudmila Chernyj, quien lo describió como «un gesto en su honor».
Cuando enterraron a Zhenia su madre dijo: «Nosotros te estamos enterrando, hija mía, pero ¿quién nos entierra a nosotros?», lo que muestra la desesperación de la familia y refleja la situación que estaban viviendo.

## Galería de fotos

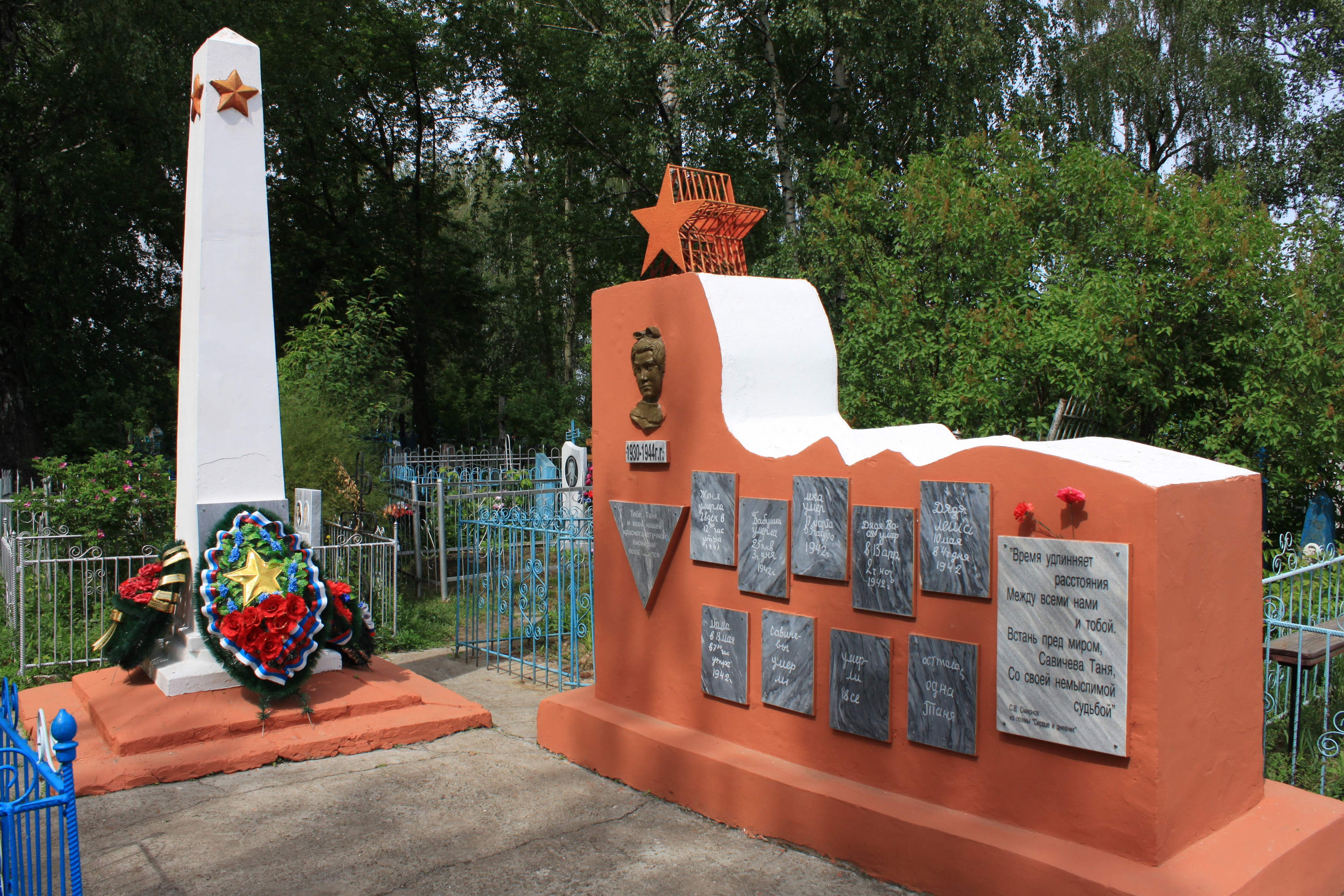
Estela y muro conmemorativo en memoria de Tanya Savicheva en Krasny Bor
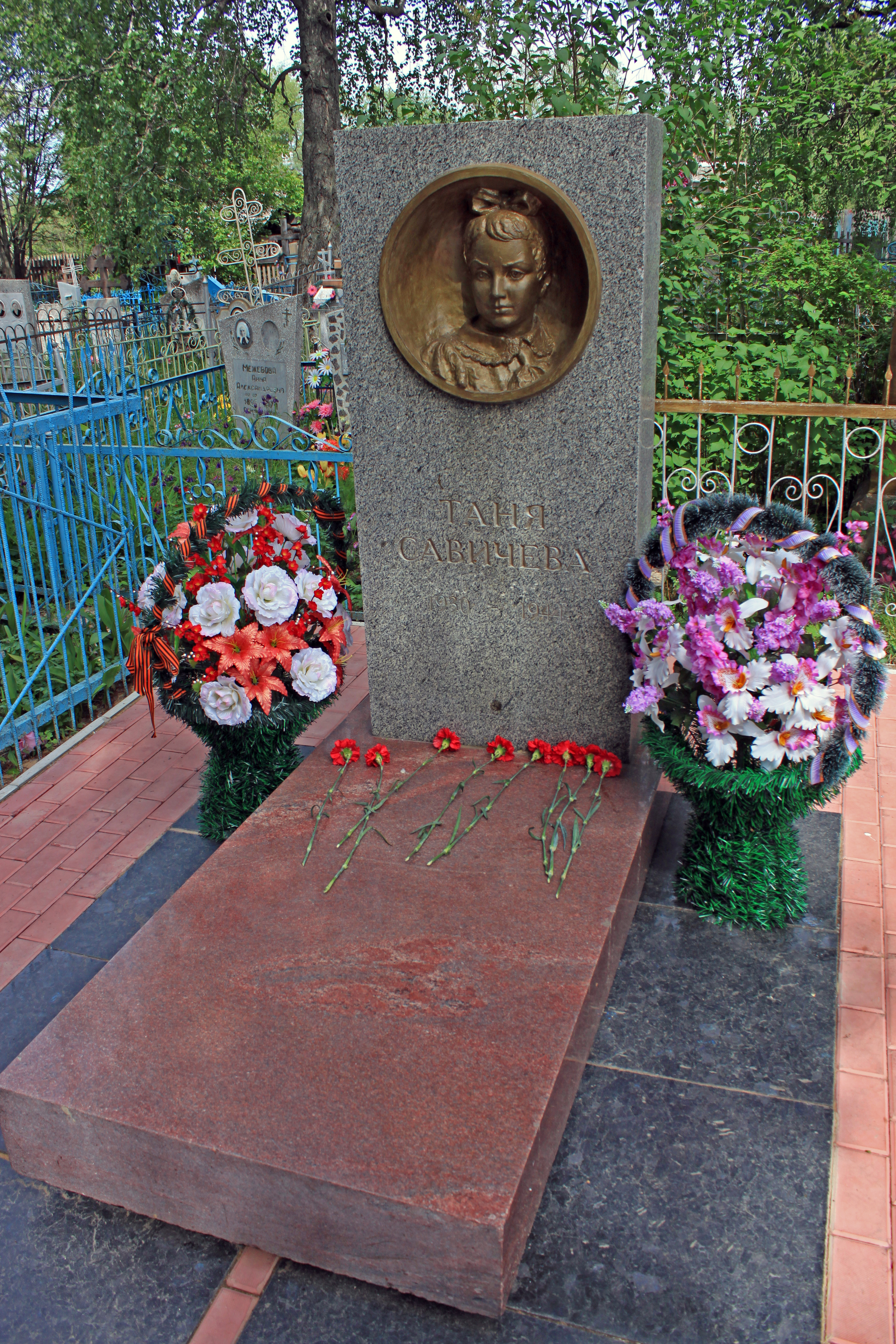
Tumba de los Savicheva en el cementerio de Krasny Bor
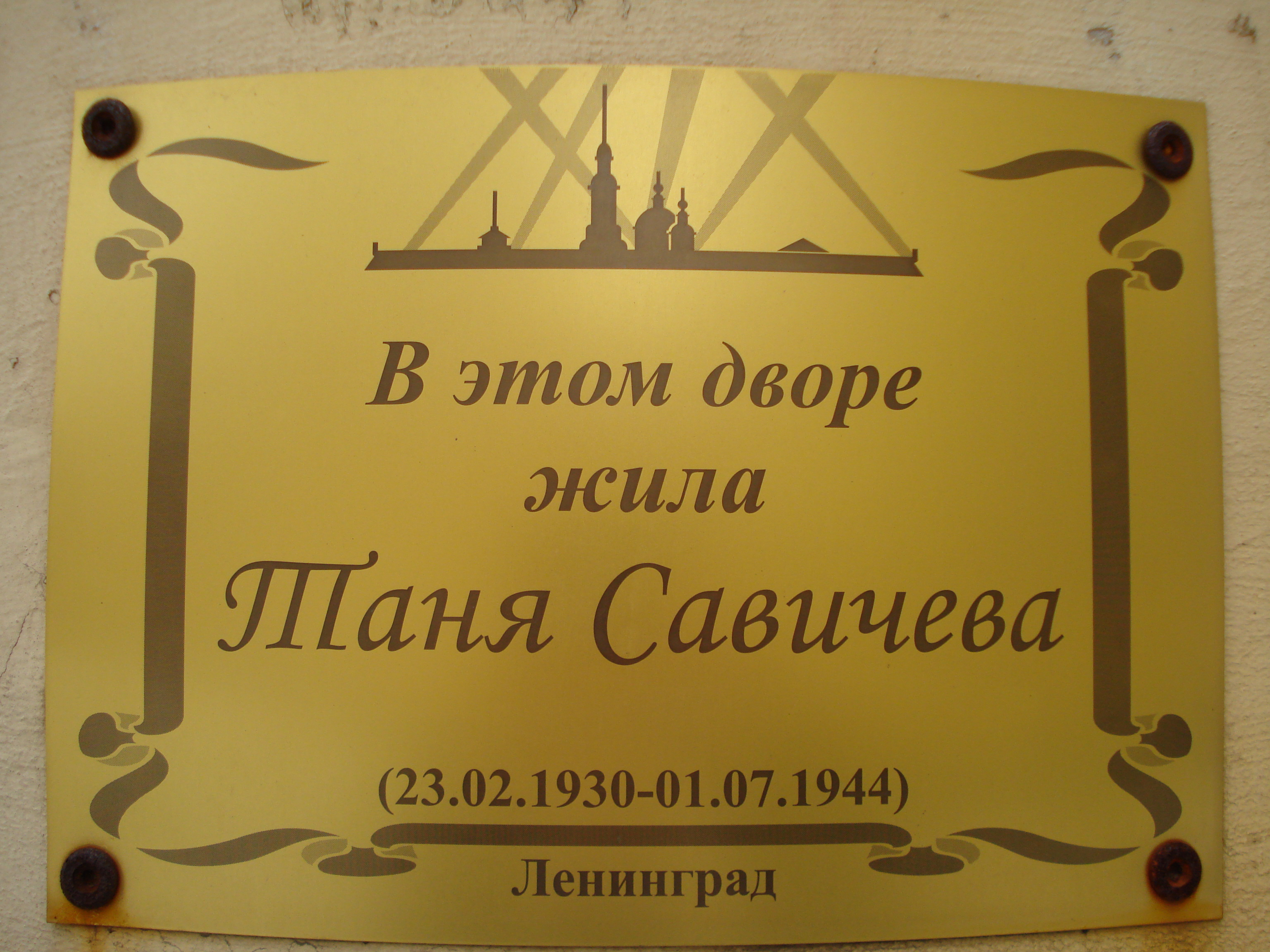
Placa conmemorativa en el patio de la casa de los Savicheva
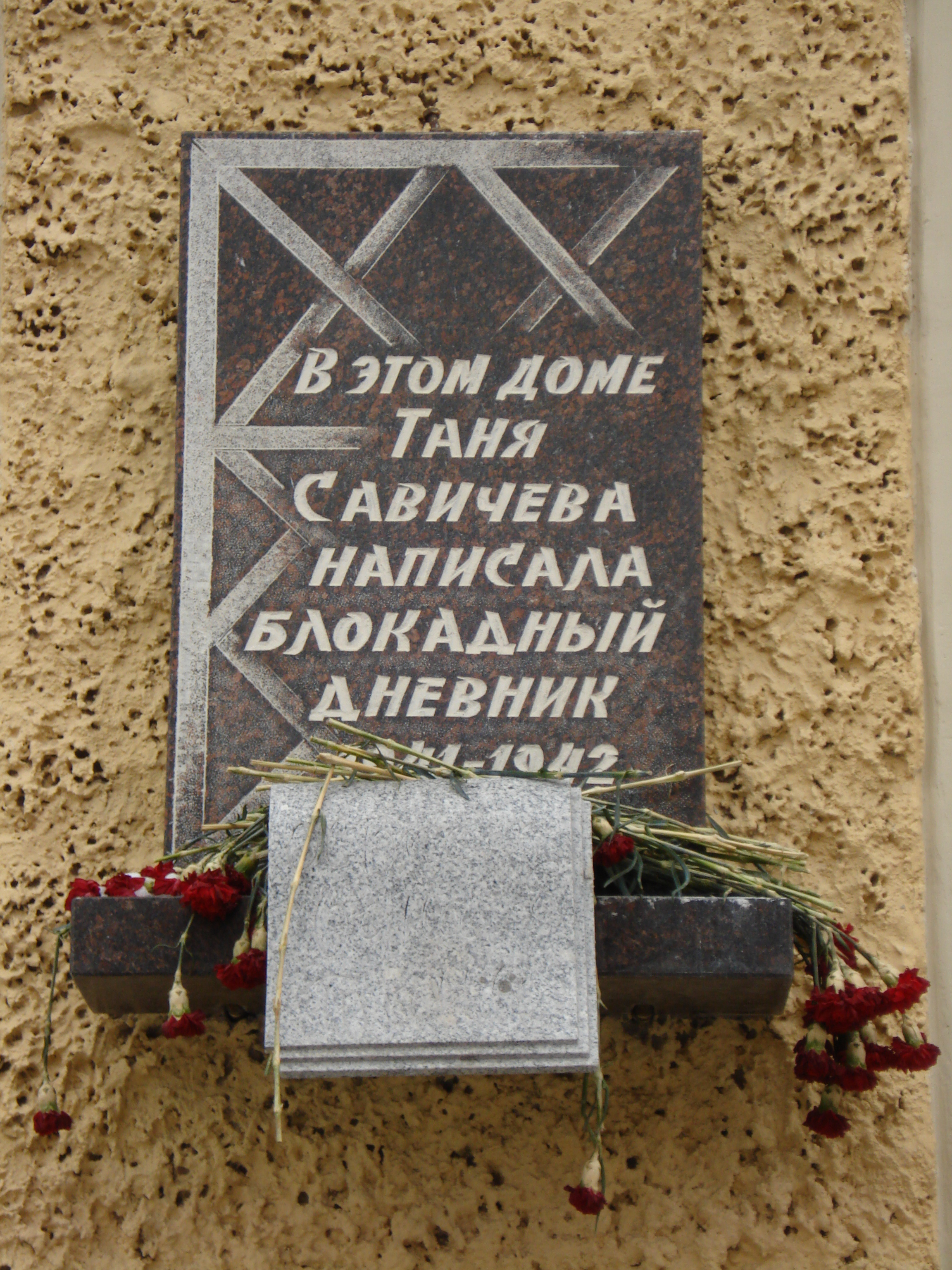
Placa conmemorativa en la casa de los Savicheva en San Petersburgo
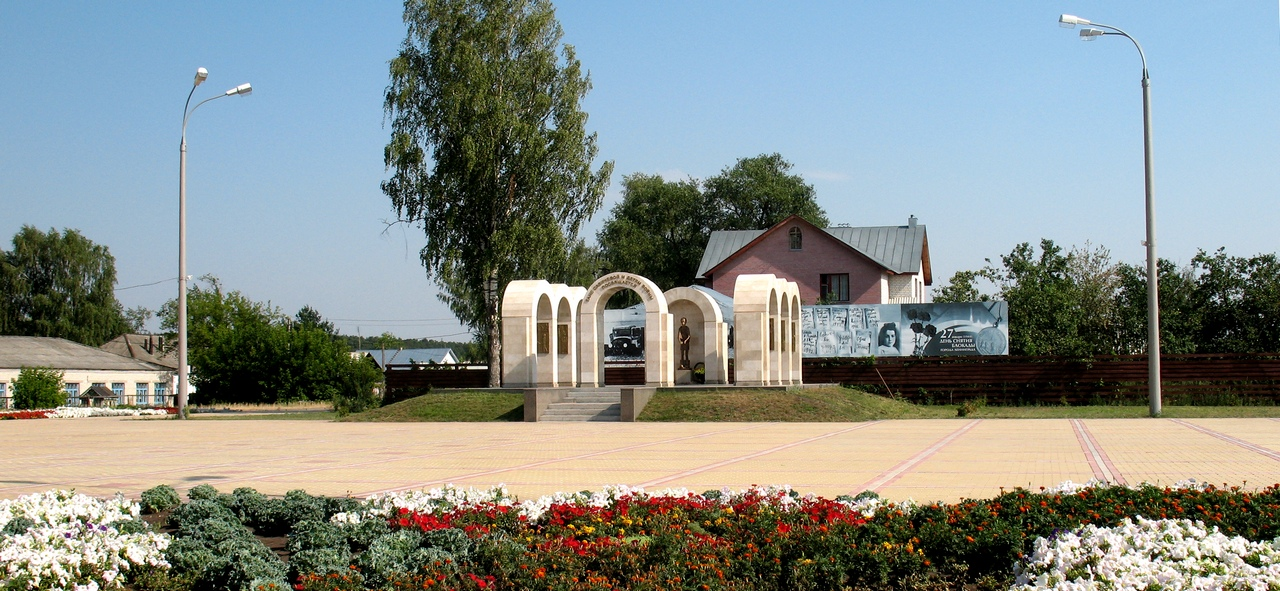
Complejo conmemorativo "Dedicado a Tanya Savicheva y los niños de la guerra"